# Grande mosquée de Perpignan

La grande mosquée de Perpignan est un édifice religieux musulman français, situé à Perpignan dans les Pyrénées-Orientales.

## Situation
L'édifice s'élève au centre d'un vaste terrain clos de murs, le long de l'allée du Docteur Ahmed Akkari (ancien chemin de Rivesaltes), en contrebas de la route départementale 900, au nord-ouest de Perpignan.

## Historique
La mosquée, construite à partir de 2002, est inaugurée le 8 décembre 2006.

## Architecture
Construite sur un terrain de 17 500 m2, la mosquée possède une salle de prière de 850 m2 pouvant accueillir jusqu'à 1 200 personnes.